# Kőröshegy
Kőröshegy ist eine ungarische Gemeinde im Kreis Siófok im Komitat Somogy in Südtransdanubien und hat 1330 Einwohner (Stand 2015) auf einer Fläche von 21,39 km².

## Geografische Lage
Die Gemeinde liegt 14,5 Kilometer südwestlich der Kreisstadt Siófok, etwa drei Kilometer südlich des Balaton (deutsch Plattensee) und der Stadt Balatonföldvár, im Tal des Flusses Kőröshegyi-séd zwischen Szántód und Kereki. Das Tal erstreckt sich entlang der Somogyhügel in der ehemaligen Somogy-Grafschaft, welches namensbildend für den Ort Tal Röshegy genannt wurde. Die Tallänge beträgt etwa 15 Kilometer, seine durchschnittliche Breite beträgt 300–400 Meter. Seine Höhe reicht von 106 Metern bis auf 312 Meter als höchster Punkt auf dem Berg Gyugy-hát.
Die Gemeinde ist Teil der Weinregion Balatonboglár.

## Geschichte
Die erste urkundliche Erwähnung des Ortes erfolgte um 1082, als Laszlo I. es als eines der Ländereien eines Adligen in Veszprém auflistete. Auch der Gründungsbrief der Abtei von Tihany listete es als eines der Ländereien des Ordens des Hl. Benedikt der Abtei von Pannonhalma auf. Dies wurde 1175 von Papst Alexander III. und 1187 von Papst Orban II. bestätigt. 1215 übertrug Papst Innozenz III. einen Teil des Herzogtum Somogy, einschließlich der Grafschaft Kéröshegy, dem Erzbistum Veszprém in kirchliche Verantwortung.
Ab 1386 wurde es in die Ländereien von Königin Mária aufgenommen und wurde ein königliches Gut. Im Jahre 1396 schenkte deren Ehemann, Sigismund von Luxemburg, das Dorf dem Landadeligen Miklás Marcali von Péczelnem und seinem Bruder, zusammen mit der nahe gelegenen Burg von Kereki, für deren Verdienste in der Schlacht bei Nikopolis im Kampf gegen die Türken, wobei es bis ins 15. Jahrhundert mehrfach den Beisitzer wechselte.
Am Ende des Mittelalters bis zum Anfang des 17. Jahrhunderts war Kőröshegy eine Mittelstadt, mit einem etwa 2000 m² großen Kloster, in dem Franziskaner lebten. In der Mitte des 17. Jahrhunderts flohen die Bewohner des Dorfes vor der Verfolgung der Türken in die umliegenden Täler von Dies und die Gyugy Puszta. Während der türkischen Besetzung verließen auch die Franziskaner das Kloster, welches von diesen als Kaserne genutzt und mit Niederlage beim Abzug durch diese zerstört wurde. Am Ende des Jahrhunderts kehrte die Bevölkerung langsam zurück, wobei sich weitgehend eine reformierte Bevölkerung ansiedelte, welche dann 1671 die zerstörte erste Kirche wieder aufbaute.

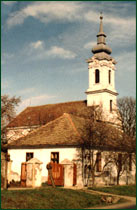
Reformierte Kirche

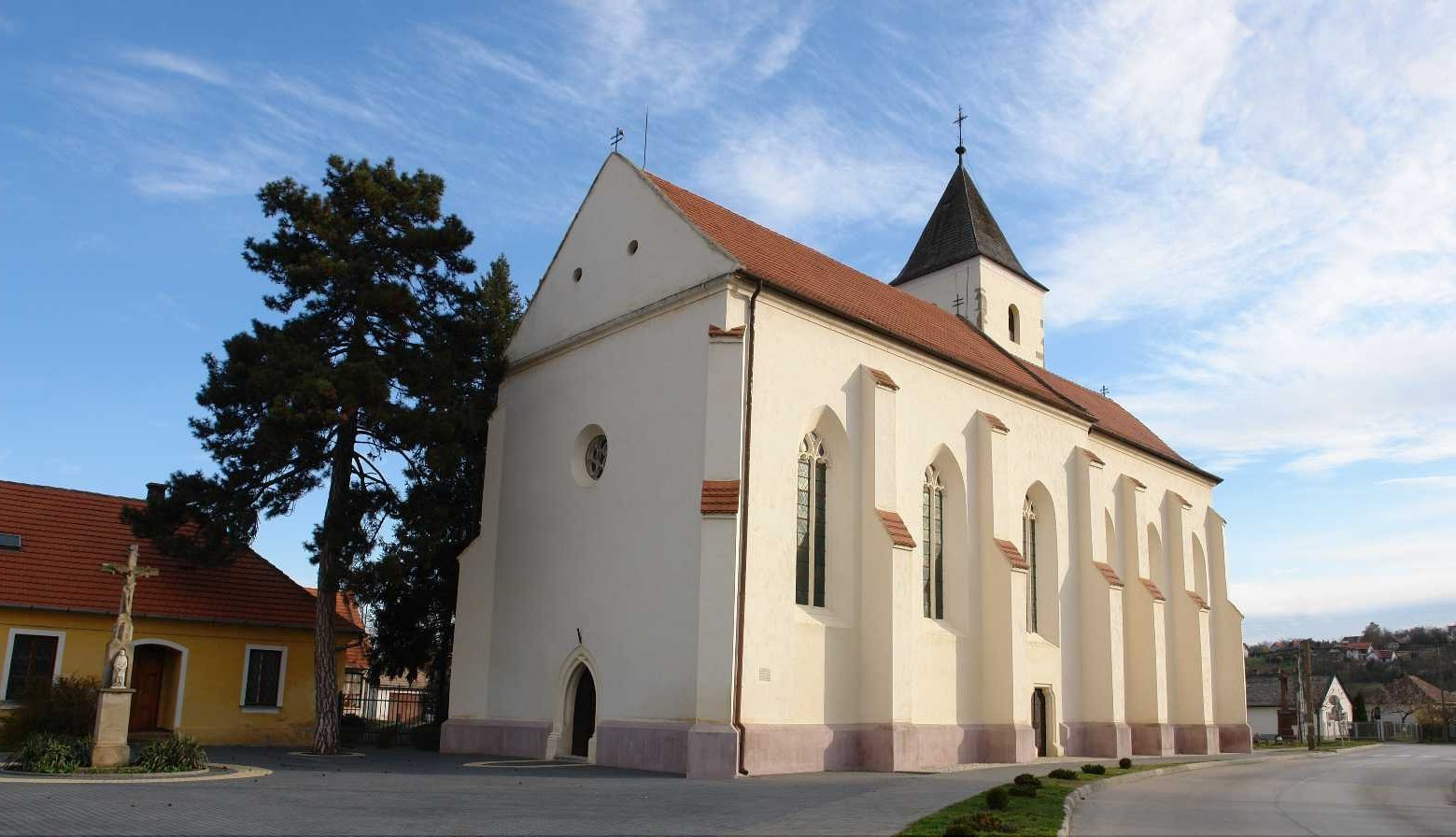
Römisch-katholische Kirche vom Heiligen Kreuz

Die Gemeinde ging nunmehr in den Besitz der Adelsgeschlecht Széchenyi über. Sie übernahmen 1688 das eingeschossige Schloss St. Georg, welches um 1780 zu einem spätbarocken Stil umgebaut wurde. Die Széchenyis spielten eine bedeutende Rolle beim Wiederaufbau des Dorfes. Im 18. Jahrhundert wurde die stark beschädigte und verlassene katholische Kirche nach und nach wieder aufgebaut und 1759 eine eigenständige Pfarrei gegründet. Die Kirche wurde jahrzehntelang gemeinsam von Reformatoren und Katholiken genutzt, was der Grundbesitzer bis 1749 erlaubte. Das erste Kirchengebäude der heutigen reformierten Kirche wurde 1784 unter der Regentschaft von Joseph II. erbaut und 1794 um einen Holzturm ergänzt. Die heutige Kirche wurde zwischen 1813 und 1818 erbaut, nachdem sein Vorgänger abgebrannt war.
Während der Revolution von 1848–49 und des Unabhängigkeitskrieges besetzten Truppen von Joseph Jelačić von Bužim. Im 19. Jahrhundert wurde das Dorf industrialisiert. Es entstanden Wassermühlen und eine Ziegelei. 1862 zerstörte ein weiteres Feuer Teile des Dorfes. Es brannten 43 Häuser und den Kirchturm der reformierten Kirche nieder, welche in den folgenden acht Jahren aufgebaut wurden.
Zwischen 1924 und 1932 lebte der Jagdschriftsteller Zsigmond Széchenyi im Ort.
Im 20. Jahrhundert entwickelte sich die Gemeinde zu einem wichtigen Teil des Weinanbaugebiet Balatonboglár.

## Gemeindepartnerschaft
- Sărățeni (Mureș), Rumänien

## Sehenswürdigkeiten

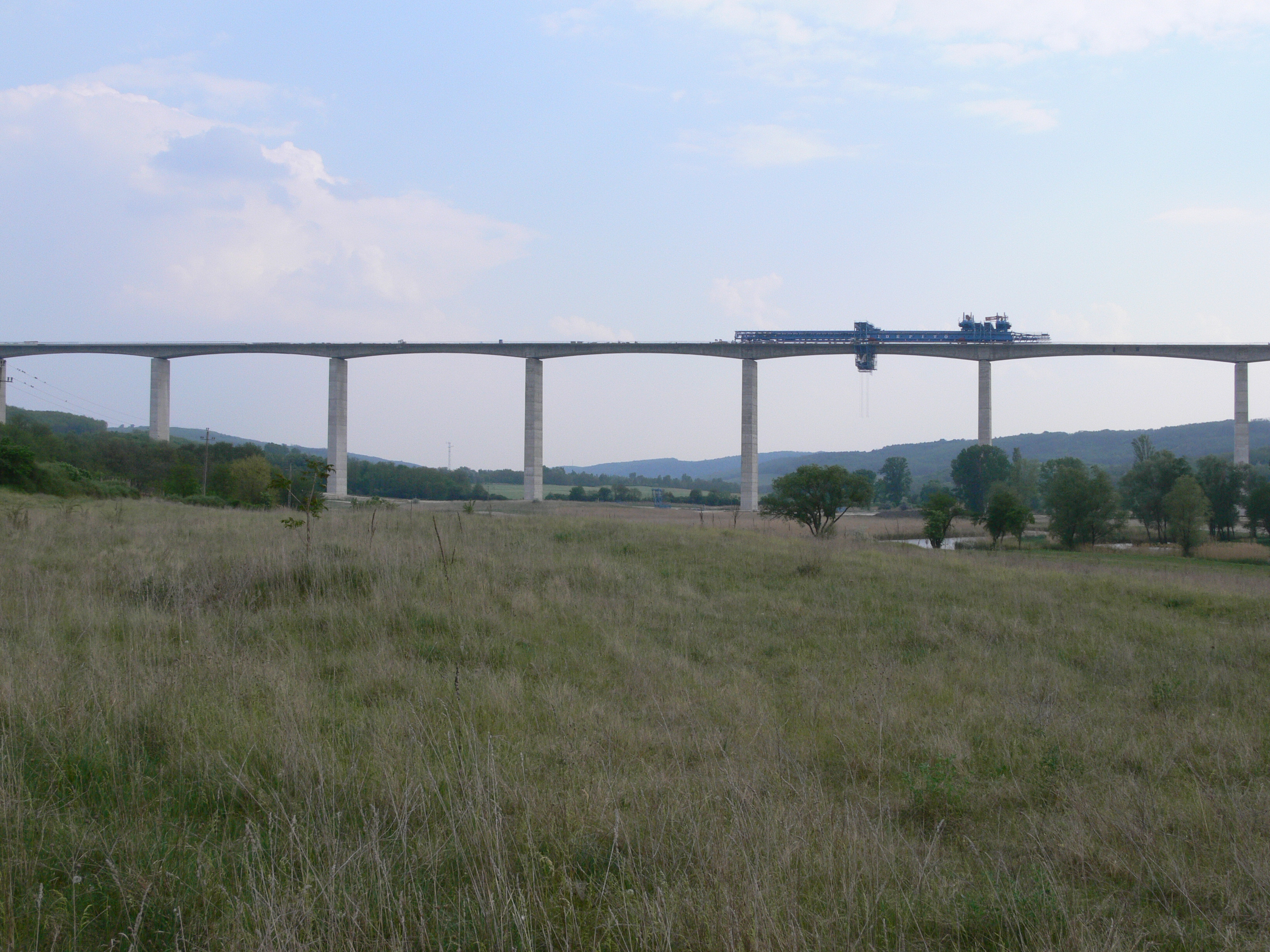
Viadukt der Talbrücke vom Ort aus gesehen, kurz vor der Fertigstellung

- Römisch-katholische Kirche vom Heiligen Kreuz, erbaut in der zweiten Hälfte des 15. Jahrhunderts im gotischen Baustil im Auftrag von István Báthori, einem einflussreichen General und Großvater von Elisabeth Báthory, 1906, 1969 bis 1970 und 2004 mehrfach renoviert
- Reformierte Kirche, erbaut zwischen 1813 und 1818 im spätbarocken Stil, nachdem die abziehenden Türken das vorherige Kirchengebäude aus dem Anfang des 17. Jahrhunderts zerstört hatten, 1987 und 2004 renoviert
- Schloss Széchenyi, erbaut um 1680 durch das Adelsgeschlecht Széchenyi, von 1924 bis 1932 war es der Arbeits- und Wohnsitz von Zsigmond Széchenyi, einem ungarischen Jagdforscher und -schriftsteller, dessen Sammlung und Forschung im Ungarischen Naturwissenschaftlichen Museum aufbewahrt wird
- Viadukt der Kőröshegyi völgyhíd, erbaut zwischen 2004 und 2007, gilt als die derzeit längste Talbrücke Mitteleuropas

## Verkehr
Durch Kőröshegy verläuft die Landstraße Nr. 6505, die von Szántód nach Kaposvár führt, nördlich des Ortes entlang des Balaton die Hauptstraße Nr. 7. Seit 2007 die nahegelegene Kőröshegyi-Talbrücke freigegeben wurde, ist der Ort auch über die südlich gelegene Autobahn M7 erreichbar. Es bestehen Busverbindungen nach Balatonföldvár und Kaposvár. Der nächstgelegene Bahnhof befindet sich in Balatonföldvár und ist drei Kilometer von Kőröshegy entfernt.